# المغيرة بن حبناء
المغيرة بن حبناء هو المغيرة بن ربيعة بن حنظلة بن مالك بن زيد مناة بن تميم، وشهرته ابن الحبناء ، شاعر أموي، حنظلي نسبة إلى جده حنظلة بن مالك وكان فخوراً بهذا النسب حيث قال:
إني امرؤ حنظلي حين تنسبني ... لأم العتيك ولا أخوا لي العوق

لا تحسبن بياضاً في منقصة ... إن اللهاميم في أقرابها بلق

## حياته
وُلدَ في العراق، وسنة ولادته مجهولة، وهو أخ لكل من صخر بن حبناء ويزيد بن حبناء، صحب أهله وهو غلام إلى نجران ثم عاد إلى العراق وفارس، وصفه رجال بني تميم فارساً وشاعراً، وتوفي بخُراسان على مقربة من (بخارى) سنة 91هـ/710م ، كان المغيرة في خدمة طلحة الطلحات الخزاعي، المتوفى سنة 65هـ/685م ومدح له بالعطاء في قصائد عدة، ومما قال فيه:
أرى الناس قد مَلُّوا الفَعال ولا أَرى ... بني خَلَفٍ إلا رِوَاءَ الموارد
ثم أصبح فارساً وشاعراً للمهلب بن أبي صفرة المتوفى سنة 82هـ/702م وصاحبه في حملاته على الأزارقة من أرض الأهواز وسابور في العراق وفارس، ومدحه بقصائده، والذي حصل عليها عطاءً عظيماً، ومما قال فيه:
إنَّ المُهَلَّب في الأيام فَضَّله ... على منازلِ أَقوام إذا ذُكروا

حَزْمٌ وجُودٌ وأيام لـه سَلَفت ... فيها يُعدُّ جسيم الأمر والخَطر
ثم بقي على ولائه لابنه يزيد بن المهلب المتوفى عام 102هـ/720م الذي أشاد به وبحربه على الأزارقة كقوله:
إن المهالبَ قومٌ قد مَدَحْتُهم ... كانوا الأكارم آباءً وأجدادا
وقد التقى في بلاد آل المهلب الشاعر زياد الأعجم، ونشبت بينهما منافسات عديدة أدّت إلى هياج الهجاء اللاذع والمُرّ، هجاءٍ لم ينتصر فيه أحدهما على الآخر، إلى أن تصالحا، وكذلك لقي فيه الأقيشر التميمي وهجا كل منهما الآخر، وفي هذا المقام نذكر أن هناك معركة هجائية ومناقضات نشبت بينه وبين أخيه صخر، ولم نعهد أخوين يتهاجيان ويتناقضان. وكان المُغيرة لا يبدأ أخاه بالهجاء لمروءته وشرفه، وصحة عقيدته كما يدل عليه العديد من أشعاره ، ومنها:
لا أَدْخل البيتَ أَحبو من مُؤَخّرهِ ... ولا أُكَسِّر في ابنَ العم أَظْفاري

إِنْ يَحْجِب الله أَبصاراً أراقبها ... فقد يرى الله حالَ المُدْلجِ الساري